# Berlin (wschodni)
Berlin (niem. Berlin, Hauptstadt der DDR) – miejska jednostka administracyjna istniejąca w latach 1949–1990, pokrywająca się z sektorem radzieckim Berlina obejmującym centrum i wschodnie dzielnice miasta, który stanowił formalnie terytorium odrębne od Niemieckiej Republiki Demokratycznej, niemniej ta ostatnia oficjalnie rościła sobie prawo do uczynienia sektora swoją stolicą, ale roszczenie to nie znalazło powszechnego uznania dyplomatycznego de iure, w przeciwieństwie do praktyki de facto.

## Historia

### Zimna wojna
6 września 1948 członkowie SED zajęli Ratusz Miejski, nie dopuszczając do zebrania się dotychczasowej Rady Miejskiej. Wtedy to większość radnych zadecydowała o przeniesieniu jej siedziby z sektora radzieckiego do amerykańskiego (ratusz w Schönebergu). 30 listopada 1948 zgromadzenie radnych pozostających w starej siedzibie, zdominowane przez członków SED, wybrało nowy zarząd miejski, na którego czele stanął Friedrich Ebert młodszy, który objął stanowisko nadburmistrza Berlina wschodniego.
5 grudnia 1948 władze radzieckie nie dopuściły do wyborów miejskich na terenie swojego sektora. Natomiast w tym samym czasie w sektorach zachodnich SPD odniosła zwycięstwo, a Ernst Reuter objął stanowisko nadburmistrza Berlina Zachodniego. Od tego czasu Berlin faktycznie został podzielony na dwa niezależne miasta. Od 13 sierpnia 1961 do 9 listopada 1989 wschodnia część miasta była oddzielona od zachodniej Murem Berlińskim.
Berlin wschodni został 7 października 1949 ogłoszony stolicą NRD, pomimo iż de iure pozostawał terytorium odrębnym od tego państwa, toteż państwa bloku zachodniego nie uznały tej decyzji, a w 1970 r. jego odrębność prawna od NRD została wręcz potwierdzona zgodnie przez wszystkie cztery mocarstwa okupacyjne. 3 października 1990 RFN, NRD oraz wszystkie sektory okupacyjne Berlina zjednoczyły się. Od tego dnia Berlin jest jednolitym miastem.

### Dziś
Od zjednoczenia rząd niemiecki wydał ogromne fundusze na scalenie dwóch części Berlina i dostosowanie infrastruktury we wschodniej części miasta do standardów ustanowionych w Berlinie Zachodnim.
Mimo to nadal istnieją wyraźne różnice między Berlinem wschodnim i jego zachodnią częścią (np. tzw. Ampelmännchen na sygnalizatorach ulicznych). Dawna wschodnia część miasta ma też wyraźnie inny aspekt architektoniczny, z powodu bloków mieszkalnych o zróżnicowanym standardzie oraz częściowo ze względu na charakterystyczny wielkomiejski styl, obecny w byłej NRD. Pozostawiono też niewielką liczbę nazw z czasów Niemiec Wschodnich upamiętniających bohaterów socjalistycznych, takich jak Karl-Marx-Allee, Rosa-Luxemburg-Platz, Karl-Liebknecht-Straße.

## Władze

### Nadburmistrzowie Berlina (wschodniego)
| Lp. | Nadburmistrz          | Partia | Kadencja                            | Uwagi    |
| --- | --------------------- | ------ | ----------------------------------- | -------- |
| 1.  | Friedrich Ebert jun.  | SED    | 30 listopada 1948 – 5 lipca 1967    |          |
| 2.  | Herbert Fechner       | SED    | 5 lipca 1967 – 11 lutego 1974       |          |
| 3.  | Erhard Krack          | SED    | 11 lutego 1974 – 15 lutego 1990     |          |
| 4.  | Ingrid Pankraz        | SED    | 15 lutego 1990 – 23 lutego 1990     | komisarz |
| 5.  | Christian Hartenhauer | SED    | 23 lutego 1990 – 30 maja 1990       |          |
| 6.  | Tino Schwierzina      | SPD    | 30 maja 1990 – 11 stycznia 1991     |          |
| 7.  | Thomas Krüger         | SPD    | 11 stycznia 1991 – 24 stycznia 1991 | komisarz |

### I sekretarze SED okręgu Berlin
| Lp. | I sekretarz       | Kadencja  |
| --- | ----------------- | --------- |
| 1.  | Hans Jendretzky   | 1948–1953 |
| 2.  | Alfred Neumann    | 1953–1957 |
| 3.  | Hans Kiefert      | 1957–1959 |
| 4.  | Paul Verner       | 1959–1971 |
| 5.  | Konrad Naumann    | 1971–1985 |
| 6.  | Günter Schabowski | 1985–1989 |
| 7.  | Heinz Albrecht    | 1989      |

## Geografia

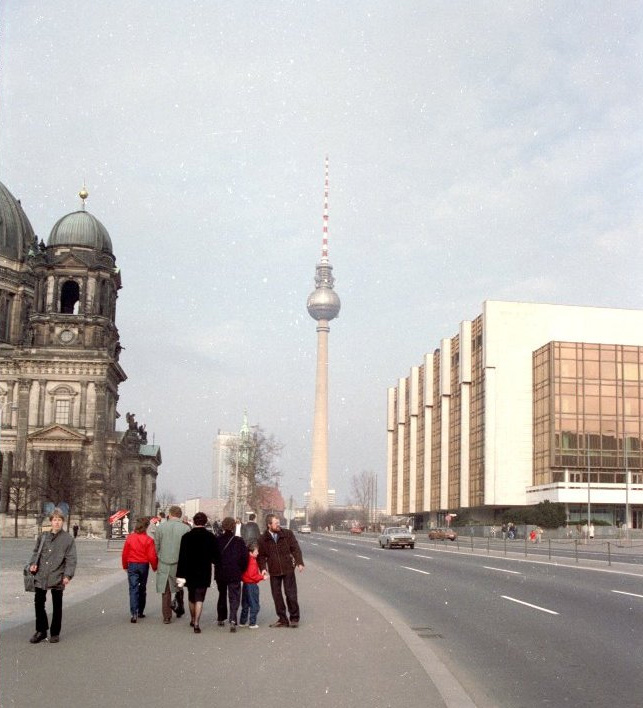
Marx-Engels-Platz w Berlinie wschodnim. Po prawej Pałac Republiki, w tle wieża telewizyjna, 1988

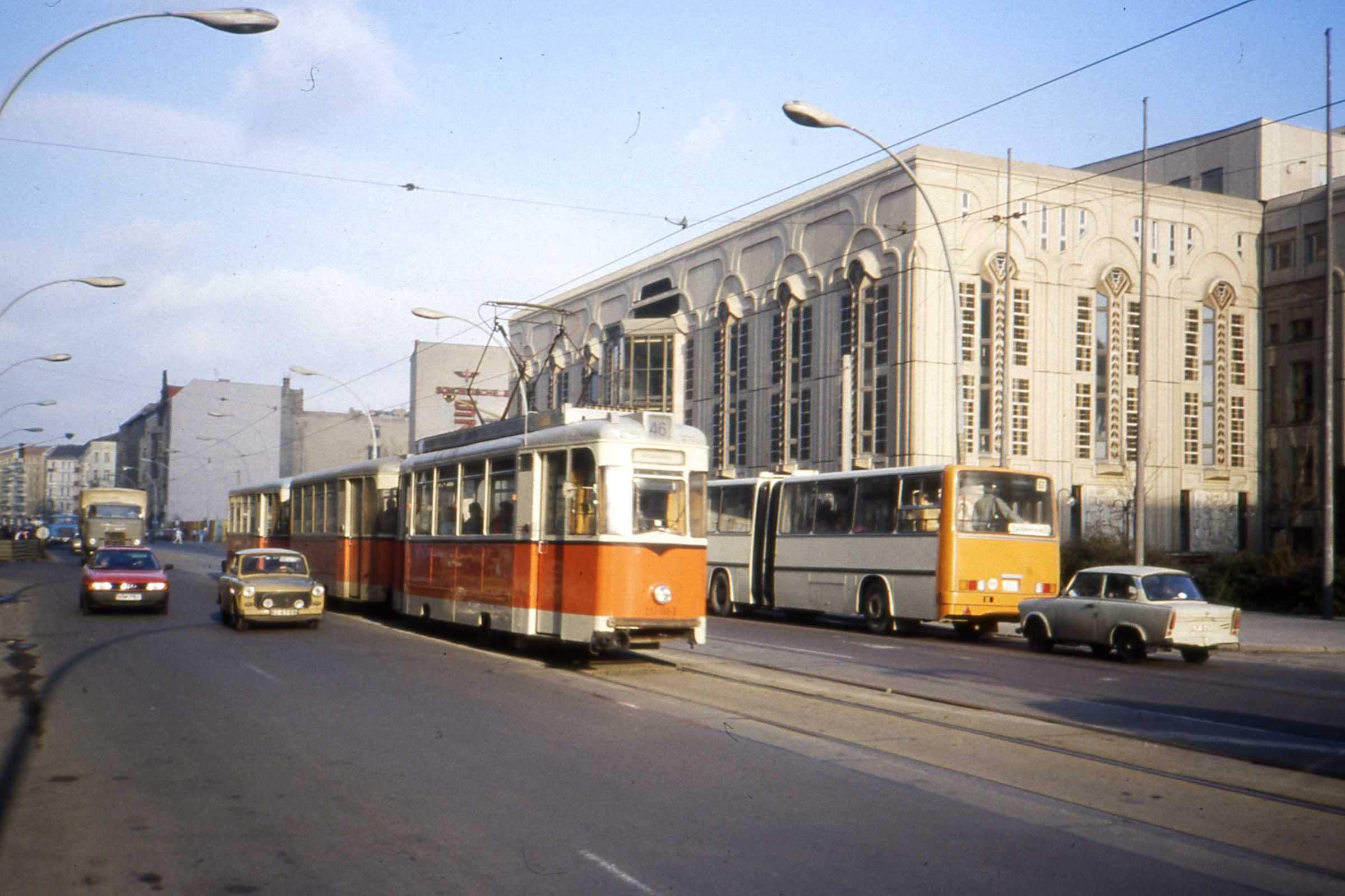
Berlin wschodni, Friedrichstraße, 1990

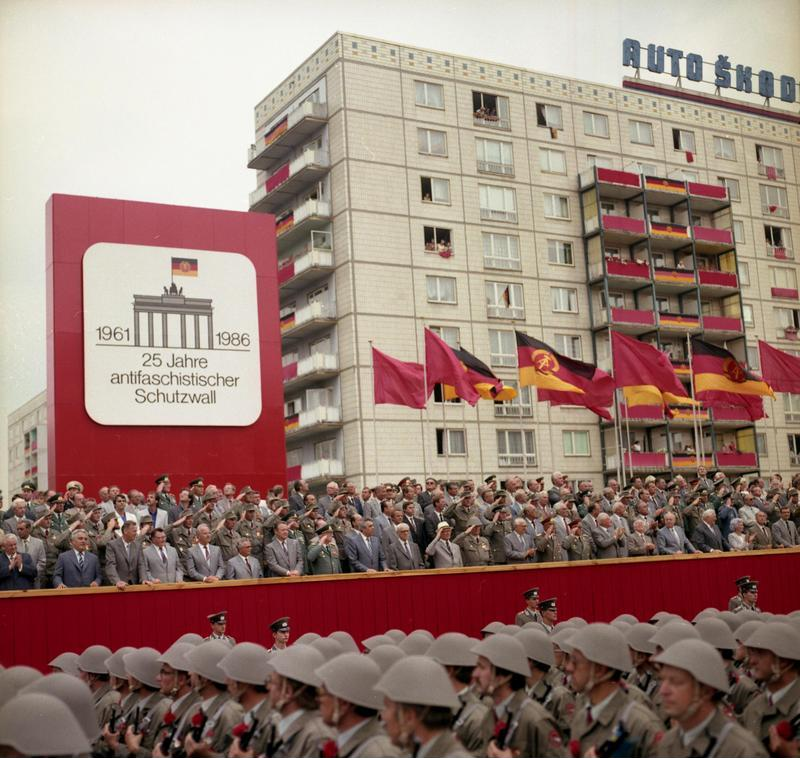
Berlin wschodni, Defilada z okazji 25-lecia Muru Berlińskiego, 1986. Napis głosi: Dwudziestopięciolecie antyfaszystowskiego muru.

### Podział administracyjny
Berlin wschodni początkowo był podzielony na osiem okręgów administracyjnych. W latach 70. i 80. XX w., ze względu na nowe budownictwo, granice miasta zostały rozszerzone na wschód. W 1990, tj. do zjednoczenia RFN i NRD, Berlin Wschodni składał się z jedenastu okręgów administracyjnych zwanych Stadtbezirk (w odróżnieniu od okręgów administracyjnych Berlina Zachodniego zwanych Bezirk):
1. Friedrichshain
2. Hellersdorf (powstały w 1986 r., wydzielony z Marzahn)
3. Hohenschönhausen(inne języki) (powstały w 1985 r., wydzielony z Weißensee)
4. Köpenick
5. Lichtenberg
6. Marzahn (powstały w 1979 r., wydzielony z Lichtenberga)
7. Mitte
8. Pankow
9. Prenzlauer Berg
10. Treptow(inne języki)
11. Weißensee (rozbudowany w 1985 r. z części Pankow)

### Demografia
Największa liczba mieszkańców zamieszkiwała Berlin wschodni w 1988, tj. ok. 1 280 000 os., natomiast najniższa była w 1961, tj. ok. 1 060 000 os. w okresie budowy Muru Berlińskiego.
| Data                 | ludność   |
| -------------------- | --------- |
| 29 października 1946 | 1 174 582 |
| 31 sierpnia 1950     | 1 189 074 |
| 31 grudnia 1955      | 1 139 864 |
| 31 grudnia 1960      | 1 071 775 |
| 31 grudnia 1961      | 1 055 283 |
| 31 grudnia 1964      | 1 070 731 |

| Data            | ludność   |
| --------------- | --------- |
| 1 stycznia 1971 | 1 086 374 |
| 31 grudnia 1975 | 1 098 174 |
| 31 grudnia 1981 | 1 162 305 |
| 31 grudnia 1985 | 1 215 586 |
| 31 grudnia 1988 | 1 284 535 |
| 31 grudnia 1989 | 1 279 212 |